# بار زنده
بار زنده در مهندسی به بار موقت وارد به سازه گفته می‌شود. این بار شامل وزن انسان‌ها و وسایلی است که در روی کف و سازه حرکت می‌کنند. این بارها به بارهای احتمالی معروفند. ممکن است در لحظه‌ای موجود و در زمان دیگر بر سازه قرار نگیرد.
میزان و بزرگی این بار، به نوع استفاده، تراکم و احتمال حضور همزمان بار بستگی دارد.
به طور مثال بار زنده برای کف واحدهای مسکونی ۲۰۰ کیلوگرم بر متر مربع است. با توجه به این که تراکم افراد در کلاس‌ها آموزشی بیشتر است، آیین نامه بارهای وارده بر ساختمان ایران، مقدار ۳۵۰ دکا نیوتن بر متر مربع را برای فضاهای آموزشی پیشنهاد می‌کند. بار زنده برای کف‌های پارکینگ با توجه به وزن اتومیبل‌هایی که ممکن است بر آن گذر نمایند از ۳۵۰ تا ۸۰۰ دکا نیوتن بر متر مربع متغیر است.
بارهای زنده وسایلی که حرکت رفت و برگشتی دارند مانند آسانسور و جرثقیل باید در ضریبی به نام ضریب ضربه ضرب شود تا اثرات حرکت‌های ناگهانی آن لحاظ گردد.
در مقررات ملی ساختمان مبحث ۶ ضریب ضربه برای آسانسور برابر با ۲ است (این ضریب باید در وزن اتاقک، ماشین آلات، وزنه تعادل و بار زنده ناشی از وزن مسافران و وسائل آن ضرب گردد)

## میزان مشارکت بار زنده در تعیین نیروی زلزله
برای محاسبه وزن کل ساختمان (که در محاسبه بار زلزله از آن استفاده می‌گردد) معمولاً درصدی از بار زنده با کل بار مرده ساختمان با هم جمع می‌گردد. دلیل این امر، احتمال کم هم‌زمانی وقوع زلزله با بار زنده حداکثری بر سازه است. به همین علت با توجه به نوع کاربری سازه تنها درصدی از بار زنده برای محاسبه نیروی زلزله دخالت دارد.

## مثال
میزان مشارکت بار زنده در ساختمان‌های مسکونی اداری و هتل‌ها ۲۰٪
بیمارستانها مدارس و فروشگاه‌ها و ساختمانهای محل اجتماع ۴۰٪